# Operation (musikgrupp)
Operation, svenskt anarkopunkband bildat år 1995, splittrat år 1999.

## Historia
Operation var en svensk anarkopunkgrupp som startades 1995 och splittrades 1999. De gjorde 3 skivor. Civil Olydnad (-96), Frihet? (-97) och Destruktiv Utveckling (-99). Texterna handlade framför allt om anarkism, djurrätt och jämställdhet.
Operation startades av Emil - sång, Johan - gitarr, Martin - bas och D.M - trummor, senare kom Peter - sång och Eja - sång.
De spelade inte bara i Sverige utan även i Polen, Danmark och Storbritannien.
Deras mest kända citat är troligen "Så länge du inte gör motstånd så stödjer du systemet."[källa behövs] som återkom i flera låtar, eller "As long as you don't resist you're supporting the system." på engelska.
Halvfabrikat Records kommer även att släppa ut en samlingsskiva med Operation 2008, Så länge du inte gör motstånd 1996-1999.

## Medlemmar
- Emil - sång
- Johan - gitarr
- Martin - bas
- D.M - trummor
- Peter - sång
- Eja - sång

## Album

### Civil Olydnad (-96)
1. Intro
2. Civil olydnad
3. Anarki... ideologi
4. Tänk på miljön
5. Levande produkter
6. Döda kroppar
7. Splittring
8. När ni har fattat

### Frihet? (-97)
1. Militant kamp
2. Kött är mord
3. Deras val
4. Idioter
5. Religion är ett hot
6. EZLN
7. Den multinationella makten
8. Ta din rätt
9. Shell - profit utan gräns
10. Den förbjudna kärleken
11. Anarki...Ideologi
12. Anarki...alternativ

### Destruktiv Utveckling (-99)
1. Destruktiv utveckling
2. Newage
3. Levande Produkter
4. Förakt
5. 500 år av förtryck
6. Sjukt begär
7. Total kontroll
8. I kampen för frihet

### Så länge du inte gör motstånd 1996-1999 (-07)
1. Militant kamp
2. Kött är mord
3. Deras val
4. Idioter
5. Religion är ett hot
6. EZLN
7. Den multinationella makten
8. Ta din rätt
9. Shell, profit utan gräns
10. Den förbjudna kärleken
11. Anarki...ideologi
12. Anarki...alternativ
13. Civil olydnad (-98)
14. Levande produkter (-98)
15. Destruktiv utveckling
16. New Age
17. Förakt
18. 500 år av förtryck
19. Sjukt begär
20. Total kontroll
21. I kampen för frihet
22. Döda kroppar
23. Levande produkter
24. Splittring
25. Civil olydnad (-96)
26. När ni har fattat